# Crassulaceae
As crassuláceas (Crassulaceae) são uma família de ervas suculentas muito conhecidas e estudadas por apresentarem o metabolismo ácido das crassuláceas (ciclo CAM), uma adaptação para habitats com pouca disponibilidade de recursos hídricos. Outras adaptações para sobrevivência em climas desfavoráveis são a cutícula de cera espessa cobrindo a epiderme e a característica mais conhecida e admirada do grupo que é a presença de folhas carnosas com grande tecido de reserva de água. São amplamente distribuídas desde regiões com clima tropical até regiões com clima temperado.
Essa família comumente cultivada e utilizada como plantas ornamentais pertence ao grande grupo das angiospermas e é composta de mais de 1500 espécies, distribuídas em 35 gêneros, sendo Crassula o gênero tipo. As plantas mais comuns comercialmente são Echeveria, Kalanchoe e Sempervivum. Dentro do grupo encontram-se ervar anuais, bianuais ou perenes.

## Morfologia
As crassuláceas se apresentam morfologicamente diversas variando desde indivíduos pequenos à arbustos. Podem ser perenes ou anuais e necessitam de pouca água no cultivo.

### Folhas
As folhas desses vegetais se apresentam de diversas maneiras, sendo encontradas as morfologias: alterna, opostas ou verticilada, e às vezes em rosetas; simples ou em algumas espécies podem ser compostas. A característica mais marcante são folhas espessadas devido a uma reserva de água encontrada nas mesmas, sendo popularmente conhecidas como suculentas. A venação é peninérvea, mas as nervuras são comumente inconspícuas. Não apresentam estípulas. (JUDD et al, 2009)

### Flores
As plantas dessa família apresentam inflorescências determinadas, às vezes reduzidas a uma flor solitária, terminais ou axilares. As flores de crassuláceas são geralmente bissexuais, actinomorfas e sem hipanto; a corola geralmente contém de 4 a 5 pétalas e sépalas em igual número, podendo estas estarem livres ou fundidas formando umas corola em formato de tubo. O número de carpelos geralmente é igual ao número de pétalas, e cada um apresenta uma glândula nectarífera em formato de escama. (JUDD et al, 2009)

#### Androceu
Composto por um grupo de 4 a 10 estames livres ligeiramente fundidos ou não à corola, anteras deiscentes por um poro terminal, grãos de pólen tricolpados.(JUDD et al, 2009)

#### Gineceu
Composto por 4 a 5 carpelos geralmente, livres a ligeiramente fundidos na base. Os ovários súperos com placentação lateral ou axial em caso de carpelos fundidos, ou seja, sincárpico, estigmas diminutos. Cada carpelo subtendido por uma glândula nectarífera em formato de escama. Óvulos pouco numerosos por carpelo, parede do megasporângio fina ou espessa. Fruto: agregado de folículos, raramente capsula.(JUDD et al, 2009)

## Fisiologia
As crassuláceas apresentam o metabolismo ácido das crassuláceas, uma adaptação à ambientes com pouca disponibilidade de água. Os estômatos permanecem fechados durante o dia e abrem durante a noite; assim a perda de água é reduzida e a fixação do carbono ocorre quando os estômatos estão abertos formando ácido málico que é transformado em carboidratos durante o dia.

## Reprodução

### Polinização
As crassuláceas são polinizadas principalmente por hymenopteros, porém algumas espécies se especializaram para polinização por aves, apresentando corolas chamativas e maiores.

### Dispersão de Sementes
As flores são bissexuais e a autofecundação pode ocorrer. A dispersão de sementes é realizada através do vento. 

### Reprodução Assexuada
A Reprodução vegetativa ocorre em algumas espécies como Kalanchoe através da produção de propágulos com a formação de clones. Essas plantas são conhecidas popularmente como mãe de mil devido sua rápida reprodução por clones.

## Distribuição

### Brasil
De acordo com o site Flora Brasil as crassuláceas não são endêmicas do Brasil, mas ocorrem em todas as regiões nos domínios:
Região Norte (Acre) Domínio: Floresta Amazônia, possui grande variedade de espécies vegetais e ocupa 49,3% do território brasileiro estendendo-se pela Bolívia, Peru, Equador, Colômbia, Venezuela e Guianas.
Nordeste (Bahia, Ceará, Paraíba, Pernambuco, Piauí, Rio Grande do Norte, Sergipe) Domínio: Caatinga, exclusivamente brasileiro composto por vegetação tipicamente xerófila, ocorre sob clima semiárido ocupando 9,9% do território nacional.
Centro-oeste (Distrito Federal, Mato Grosso do Sul, Mato Grosso) Domínio: Pantanal, terras submetidas às inundações periódicas devido às cheias dos rios Paraná e Paraguai, ocupa 1,8% do território brasileiro e se distribui continuamente até a Bolívia, Paraguai e Argentina.
Sudeste (Espírito Santo, Minas Gerais, Rio de Janeiro, São Paulo) com os domínios Cerrado e Mata Atlântica.
Sul (Paraná, Rio Grande do Sul, Santa Catarina) Domínio: Pampas, caracterizado por vegetação campestre predominantemente herbácea ou subarbustiva e geralmente contínua, ocupa 2.1% do território brasileiro, exclusivamente no Rio Grande do Sul, mas com extensões para a Argentina, Uruguai e leste do Paraguai.
Domínios que se estendem por várias regiões:
Cerrado: conjunto de diferentes formas de vegetação. Sua área contínua abrange diversos estados ocupando certa de 22% de todo território nacional, do ponto de vista de diversidade biológica o cerado é conhecido como a savana mais rica do mundo, abrigando 11.627 espécies de plantas nativas já catalogadas.
Mata Atlântica: inclui formações florestais e não-florestais que ocorrem ao longo da costa brasileira, com grande amplitude latitudinal, desde o Rio Grande do Norte até o Rio Grande do Sul.

## Gêneros
A família Crassulaceae possui 50 gêneros reconhecidos atualmente.
- Adromischus
- Aeonium
- Afrovivella
- Aichryson
- Altamiranoa
- Amerosedum
- Bryophyllum
- Chiastophyllum
- Cotyledon
- Crassula
- Cremnophila
- Dudleveria
- Dudleya
- Echeveria
- Graptopetalum
- Graptoveria
- Hylotelephium
- Hypagophytum
- Jovibarba
- Kalanchoe
- Kungia
- Lenophyllum
- Meterostachys
- Monanthes
- Ohbaea
- Orostachys
- Pachyphytum
- Pachyveria
- Parvisedum
- Perrierosedum
- Phedimus
- Pistorinia
- Poenosedum
- Prometheum
- Pseudosedum
- Rhodiola
- Rosularia
- Sedastrum
- Sedum
- Sempervivum
- Sinocrassula
- Stylophyllum
- Tacitus
- Tetraphyle
- Thompsonella
- Tillaea
- Tolmachevia
- Tylecodon
- Umbilicus
- Villadia

## Galeria
- Graptopetalum paraguayense
- Graptopetalum bellum
- Echeveria crassulaceae
- Aeonium haworthii
- Crassula arborescens
- Echeveria pulvinata
- Sempervivum arachnoideum
- Graptopetalum macdougallii
- Cotyledon tomentosa

## Bibliográfia
- JUDD, W.S., CAMPBELL, C.S., KELLOGG, E.A., STEVENS, P.F., DONOGHUE,M.J. Sistemática Vegetal: Um Enfoque Filogenético. 3. ed. Porto Alegre: Artmed, 2009.
- Crassulaceae in Flora do Brasil 2020 em construção. Jardim Botânico do Rio de Janeiro. Disponível em: <http://floradobrasil.jbrj.gov.br/reflora/floradobrasil/FB53>. Acesso em: 22 Jan. 2017.

- Commons
- Wikispecies